# Halte Assel
Halte Assel is een voormalige spoorweghalte in het Nederlandse gehucht Assel (provincie Gelderland) en lag aan de Oosterspoorweg, tussen station Amsterdam Centraal en station Zutphen.
De halte, die zo af en toe gebruikt werd door Koning Willem III en zijn gevolg, die vanaf daar per koets naar zijn jachtslot gingen en het Kroondomein Het Loo, werd geopend op 15 mei 1876.
Van 1918 had het een smalspoorverbinding met het in opbouw zijnde zendstation Radio Kootwijk. Op 15 mei 1935 werd het station weer gesloten. Echter op 1 maart 1943 werd het tijdelijk in gebruik genomen ten behoeve van de Wehrmacht, tot 17 september 1944.
In 1972 werd het stationsgebouw, daterend uit 1875, gesloopt. Tegenwoordig staat op de plek van halte Assel een gelijknamig eethuis.